# Stunt Island
Stunt Island es un videojuego de simulación de vuelo para PC MS-DOS lanzado en 1992. Fue diseñado por Adrian Stephens y Ronald J. Fortier y distribuido por Walt Disney Computer Software. El juego, comercializado como The Stunt Flying and Filming Simulation, presenta una isla que contiene varios escenarios cinematográficos diferentes, como una gran ciudad, varios pueblos pequeños, aeropuertos, plataformas petrolíferas, un cañón, un portaaviones y muchas otras ubicaciones situadas en una isla ficticia frente a la costa sur de California. Hay un modo de vuelo libre, donde el jugador puede simplemente volar en una variedad de diferentes aeronaves que tienen características de vuelo y envolventes de vuelo únicas. Además, el jugador puede posicionar cámaras y accesorios alrededor de estos sets, y crear disparadores para iniciar acciones, incluido el movimiento de la cámara y de un objeto. El juego también tiene un modo de edición donde el jugador puede unir secuencias grabadas e insertar efectos de sonido. El mundo del juego es pequeño y es imposible abandonar el área de la isla sin regresar a ella. El juego funciona bien en DosBox desde la versión 0.65 hasta la actualidad. El juego recibió numerosos parches más de un año después de su lanzamiento inicial. El último parche, V3, eliminó la protección de derechos de autor y solucionó muchos problemas. GOG.com lanzó una versión emulada para Microsoft Windows, Mac OS X y Linux en 2016. Esta versión de GOG, y la ofrecida por Steam, parecen ser la versión 1.0 sin parchear del juego.

## Componentes del juego

### Motor de juego
El motor de juego de Stunt Island fue desarrollado conjuntamente por The Assembly Line. Es capaz de renderizar simultáneamente varios cientos de objetos 3D simples en una PC típica de principios de los años 90 con un procesador 386 a 33 MHz con dos megabytes de RAM.
Los gráficos del juego se representan en 256 colores a una resolución de 320x200 ( VGA ) y los aviones están sombreados mediante sombreado Gouraud.

### Coordinador de acrobacias
Cuando un jugador no desee crear un truco desde cero, podrá acudir al Coordinador de trucos en la Isla de trucos. El coordinador de acrobacias posee una lista incorporada de 32 escenas de acrobacias. Si el jugador participa en la competencia opcional Piloto acrobático del año, deberá completar estas acrobacias para mejorar la clasificación.

### Diseño de escenario
En el diseño de escenarios, un jugador puede colocar accesorios, cámaras y disparadores colisionables. También se pueden crear eventos condicionales y cronometrados para realizar acciones específicas.

### Simulador de vuelo
Mientras se filma una acrobacia, los controles del jugador son los de un simulador de vuelo. Hay un aeródromo en el juego donde el jugador puede seleccionar un avión y volar alrededor de Stunt Island para explorar diferentes ubicaciones.

### Sala de edición
En la sala de edición, el reproductor puede tomar material previamente grabado y unirlo en una sola película. También se pueden añadir efectos de sonido y música.

### Teatro
En esta sala se pueden ver películas. Estas películas pueden venir con el juego, ser creadas por el jugador o ser descargadas de Internet. El juego también viene con una herramienta llamada MAKEONE que puede usarse para generar una versión autónoma de una película, que puede reproducirse en una máquina sin el juego utilizando la herramienta PLAYONE.

## Recepción
En 1993, Computer Gaming World elogió los gráficos de Stunt Island, su facilidad de uso, sus funciones de edición y su variedad de aeronaves, concluyendo que «representa el futuro de los productos de simulación [y] también un paso hacia un futuro en el que las películas se pueden crear completamente en la microcomputadora». Ese año la revista le otorgó un Premio Especial a la Innovación y lo nominó como Juego de Simulación del Año. El juego también recibió un premio Critics Choice Award como Mejor Producto de Consumo de la Asociación de Editores de Software, y fue nominado para un premio en la Conferencia de Desarrolladores de Juegos de 1993.
En 1994, PC Gamer UK nombró a Stunt Island el 45.º mejor juego de computadora de todos los tiempos. Los editores escribieron: «Es un paquete fantástico, pero como sucede con muchos "juegos" de este tipo, sus recompensas solo son visibles si estás dispuesto a invertir tiempo y esfuerzo. Te recomendamos encarecidamente que lo hagas».